# Trojićke (obwód kijowski)
Trojićke (ukr. Троїцьке) – wieś na Ukrainie, w obwodzie kijowskim, w rejonie białocerkiewskim, w hromadzie Rokytne. W 2001 liczyła 424 mieszkańców.